# Polypropen

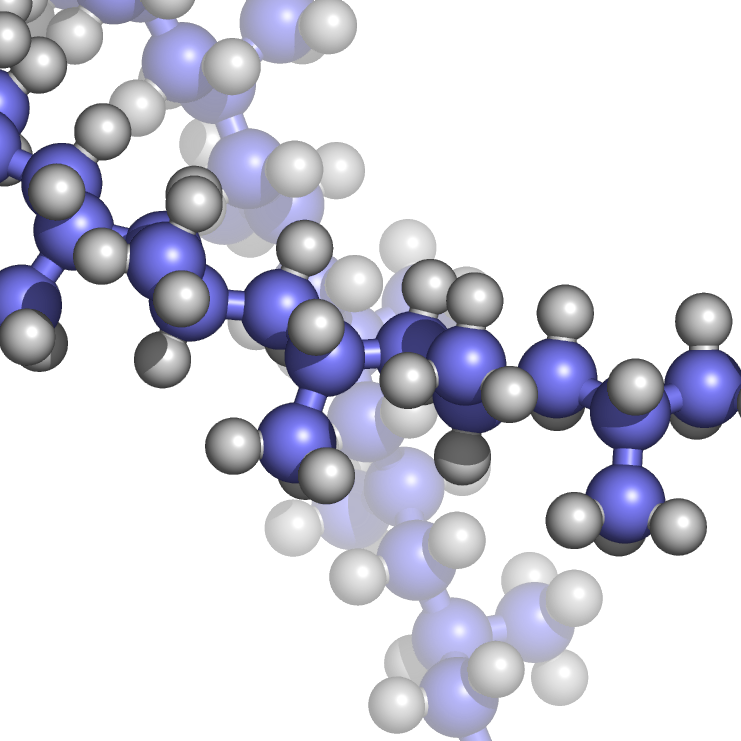
Modell av polypropen

Polypropen (PP) är en av de vanligaste termoplasterna. Plasten är uppbyggd av propen och kallas ibland för polypropylen. Dess glasomvandlingstemperatur är omkring 0 grader Celsius vilket gör att den i kallt väder blir spröd och lätt går sönder. Polypropen har en låg densitet men samtidigt hög hållfasthet och kan färgas. Däremot bryts den ner av UV-strålning såvida den inte behandlats med tillsatser.
Polypropen används bland annat i förpackningar för livsmedel, leksaker, vattenrör och plastfilmer för livsmedel.

Återvinningssymbol.